# اللجنة المنظمة للألعاب الأولمبية الصيفية والبارالمبية 2024
اللجنة المنظمة للألعاب الأولمبية الصيفية والألعاب البارالمبية لعام 2024 هي الهيئة المسؤولة عن تنظيم وتخطيط وتمويل وتقديم الألعاب الأولمبية الصيفية 2024 والألعاب البارالمبية لعام 2024.
أنشئت اللجنة بتاريخ 18 يناير 2018 لتحل محل لجنة تقديم العرض الباريسي لإستضافة الألعاب.
ويترأسها الرياضي السابق توني إستانغيه ومديرها العام إتيان ثوبوا. يعتبر برنارد لاباسيت الرئيس المشارك للجنة العطاء إلى جانب توني إستانجيت، هو الرئيس الفخري للجنة المنظمة.

## مجلس اداري
تم إنشاء اللجنة المنظمة في يناير 2018 ، ويترأسها توني إستانجيت، البطل الأولمبي ثلاث مرات وعضو اللجنة الأولمبية الدولية. اللجنة تدار من قبل مجلس إدارة يضم جميع الأعضاء المؤسسين للمشروع. : اللجنة الأولمبية الوطنية الفرنسية والرياضية ، ومدينة باريس ، والدولة ، ومنطقة إيل دو فرانس ، واللجنة البارالمبية والرياضية الفرنسية ، ومتروبوليس باريس الكبرى ، ومجلس مقاطعة سين سان دوني ، وممثلون عن السلطات المحلية المعنية بالألعاب. جاي دروت وجان كريستوف رولان ، العضوان الفرنسيان النشطان في اللجنة الأولمبية الدولية ، هما أيضًا جزء من مجلس الإدارة بالإضافة إلى خمسة رياضيين سابقين عينهم توني إستانجوت : جاي فورجيت، ومارتن فوركاد، ونانتينين كيتا، وسارة أوراهمون، وماري جوزيه بيريك.

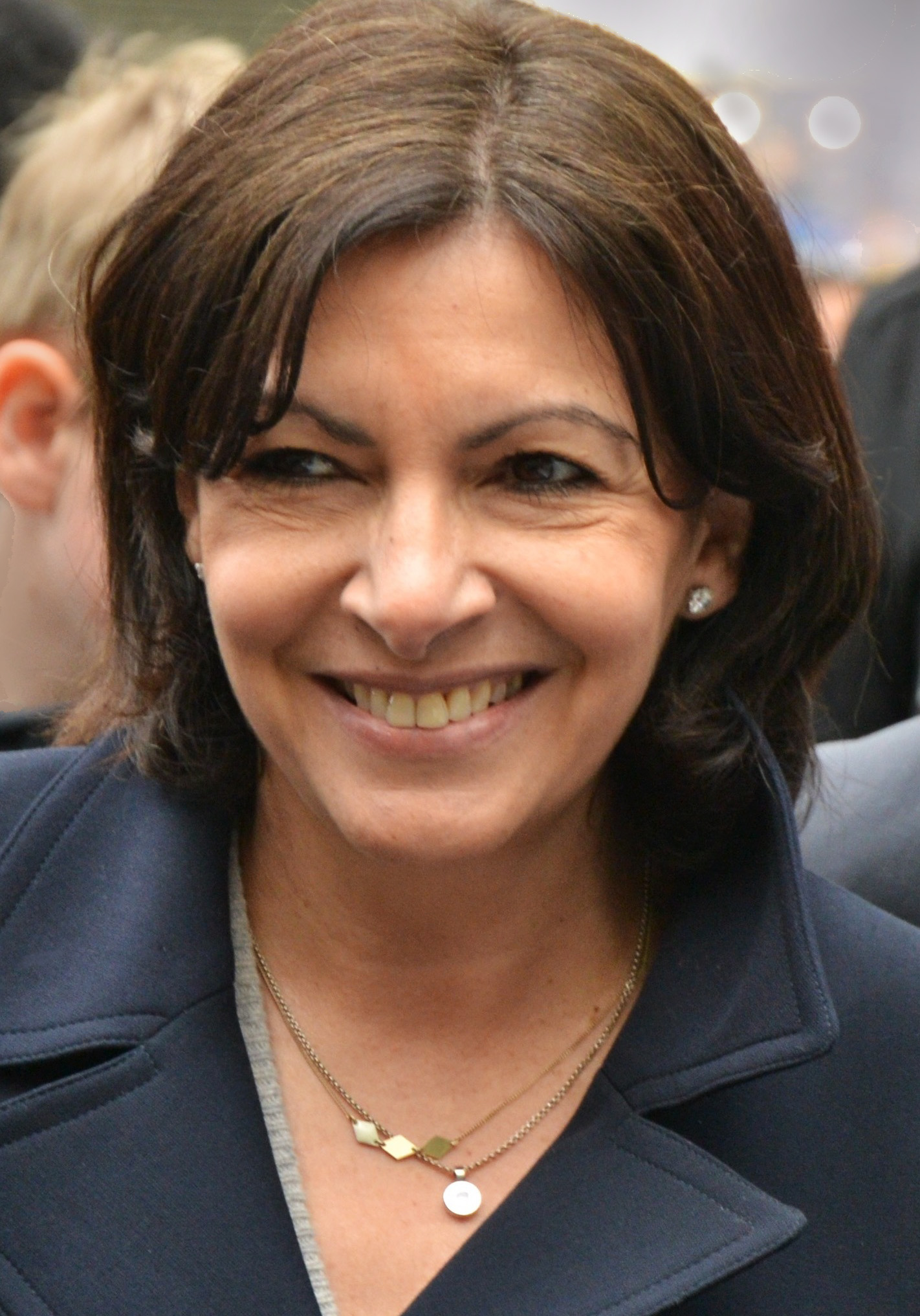
آن هيدالغو ، عمدة باريس
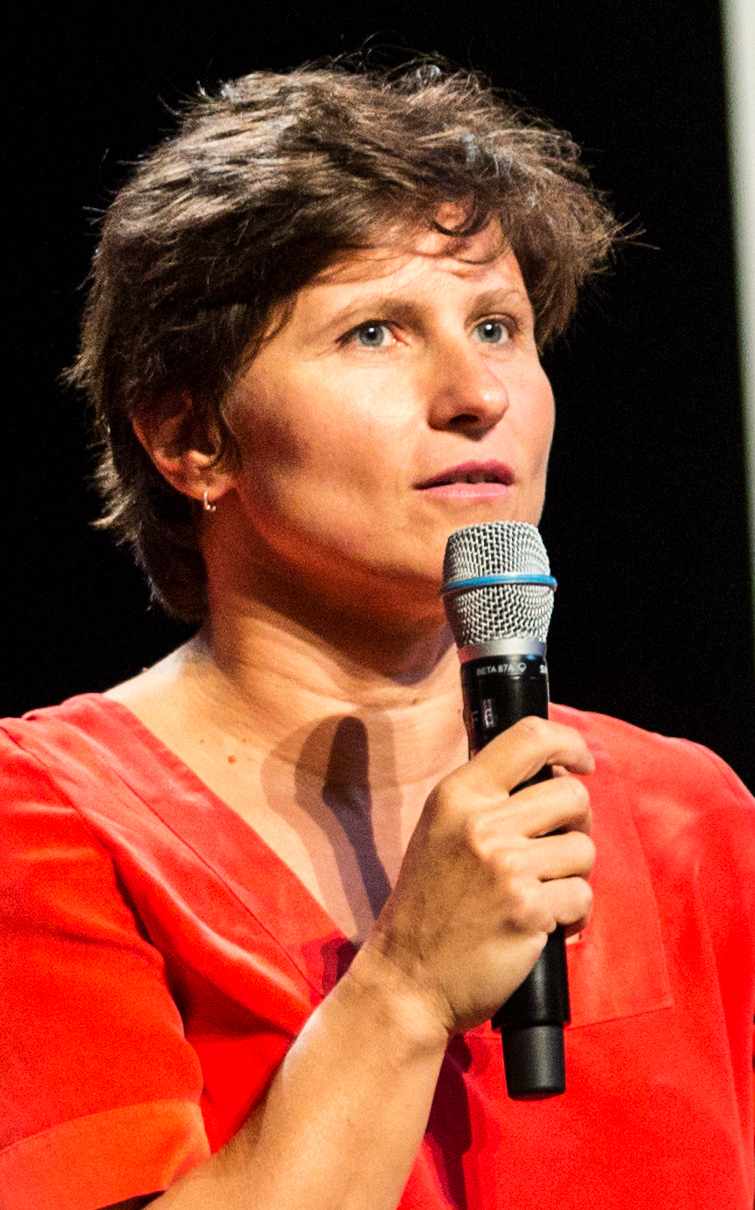
روكسانا ماراسينينو  [لغات أخرى]‏ وزيرة الرياضة من 2018 إلى 2020
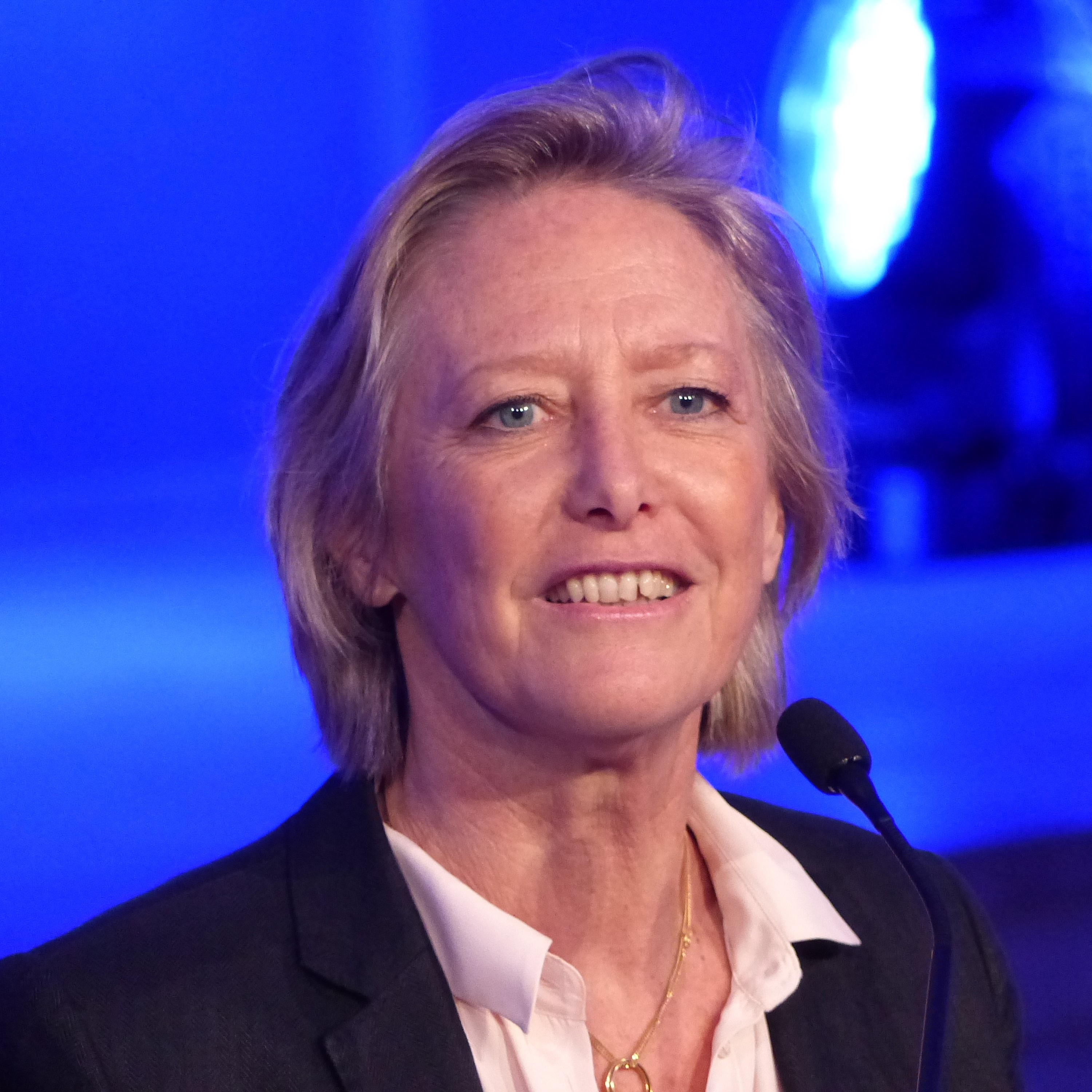
صوفي كلوزيل  [لغات أخرى]‏ ، وزيرة الدولة لشؤون الأشخاص ذوي الإعاقة
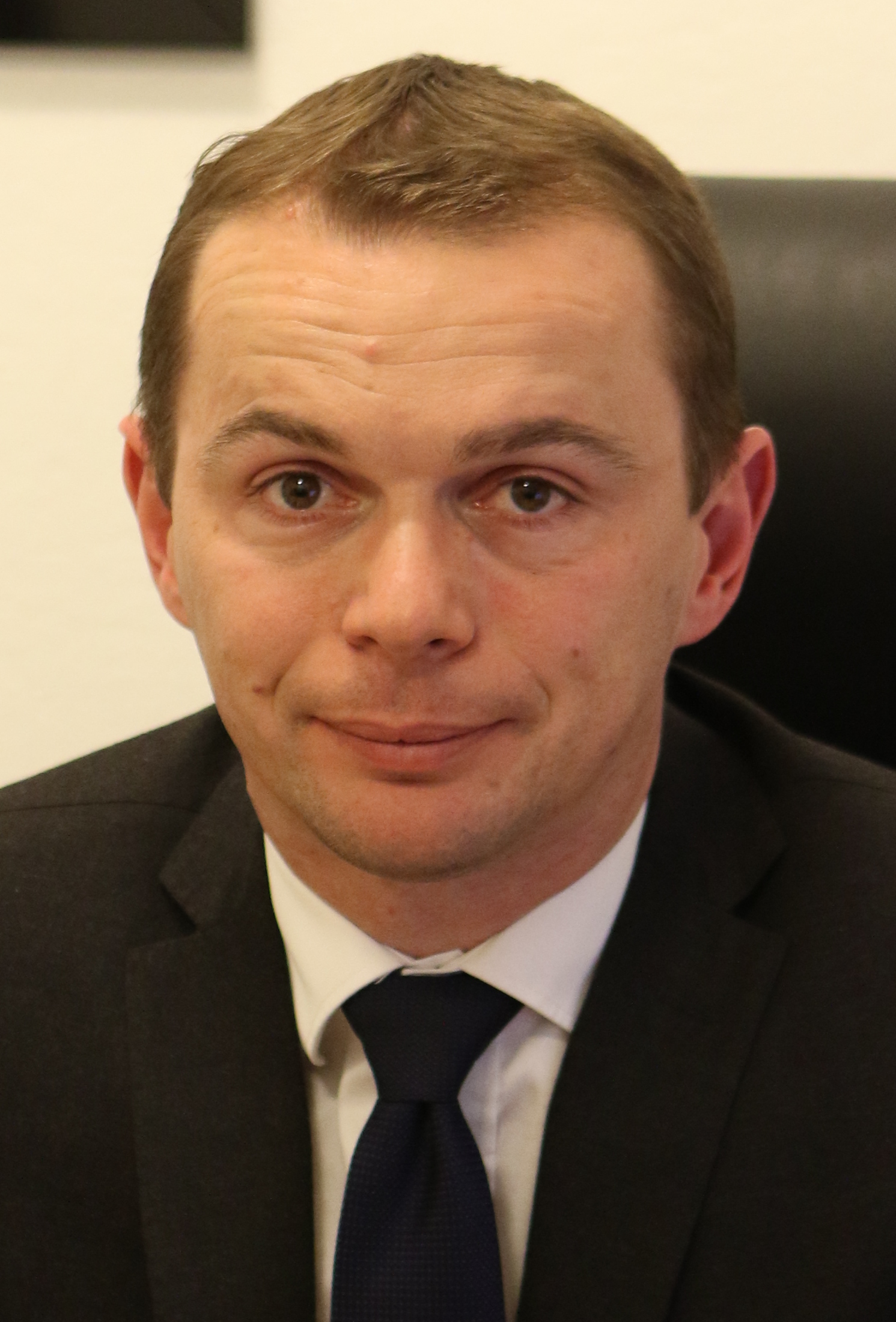
أوليفييه دوسوبت ، الوزير المنتدب المسؤول عن الحسابات العامة منذ 2020
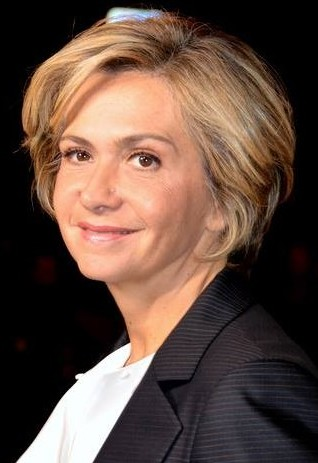
فاليري بيكريس ، رئيسة منطقة إيل دو فرانس
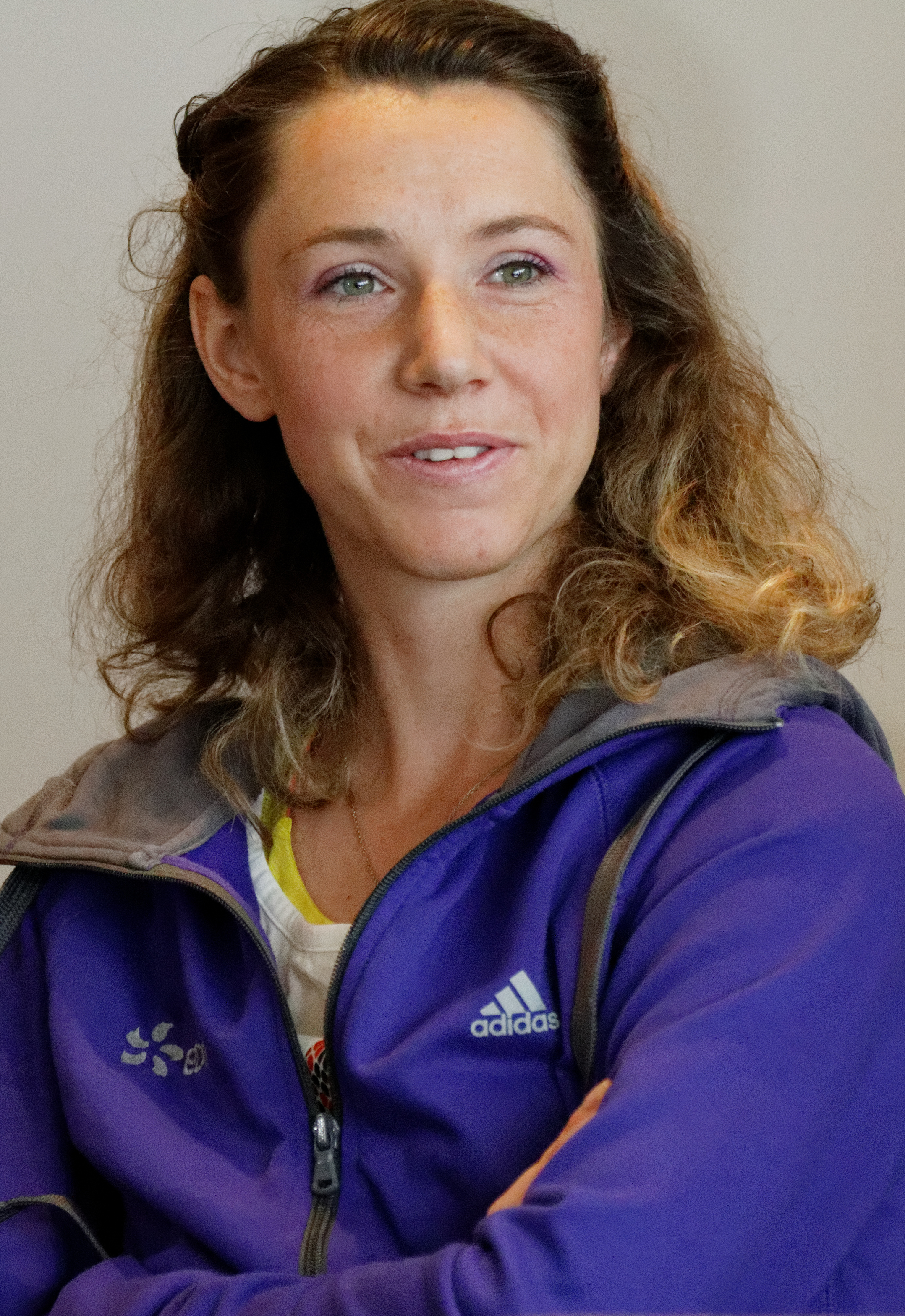
ماري أميلي لو فور  [لغات أخرى]‏ ، رئيسة CPSF منذ 2018
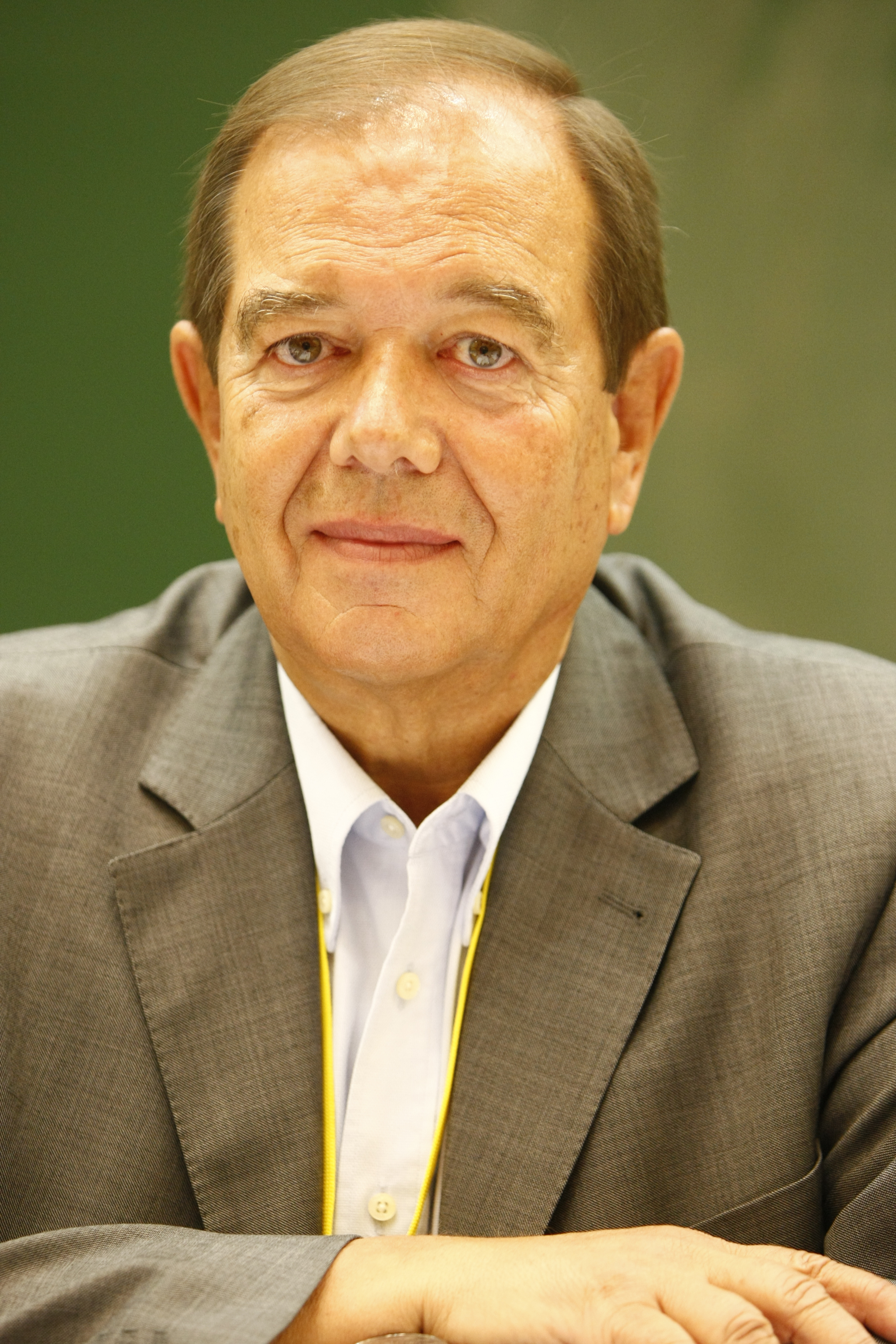
باتريك أولير  [لغات أخرى]‏ ، رئيس مدينة باريس الكبرى
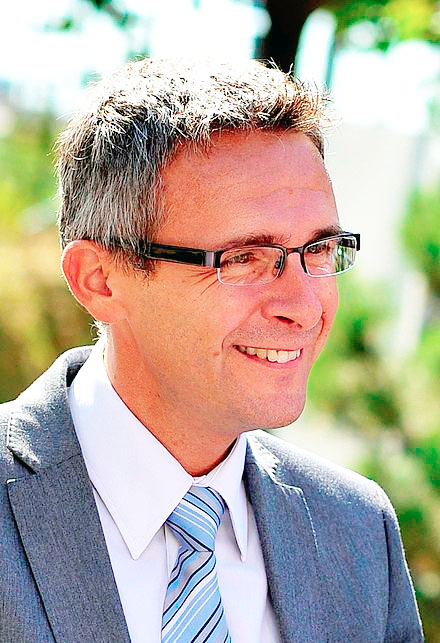
ستيفان تروسيل ، رئيس مجلس مقاطعة سين سان دوني
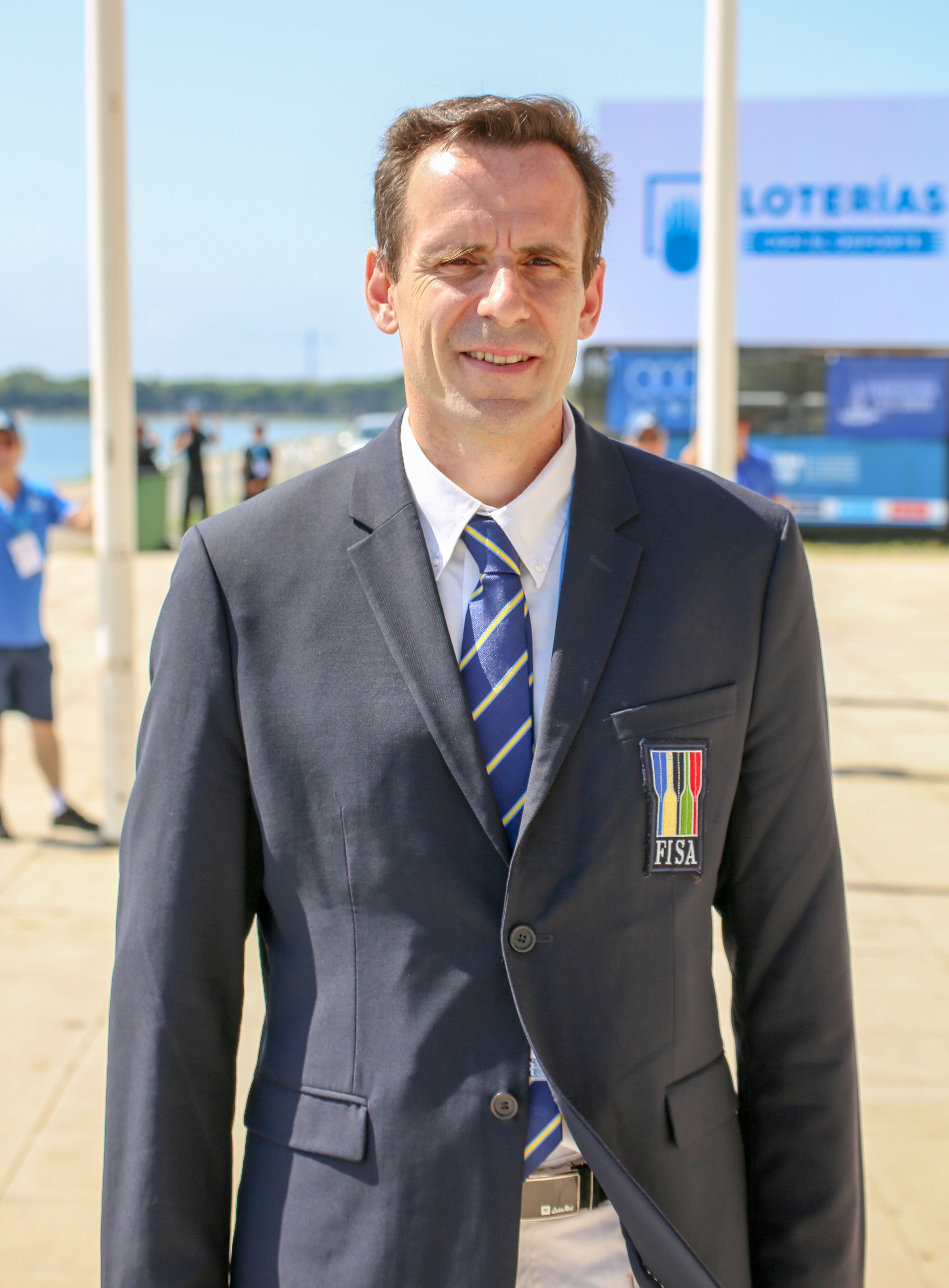
جان كريستوف رولاند  [لغات أخرى]‏ ، عضو اللجنة الأولمبية الدولية
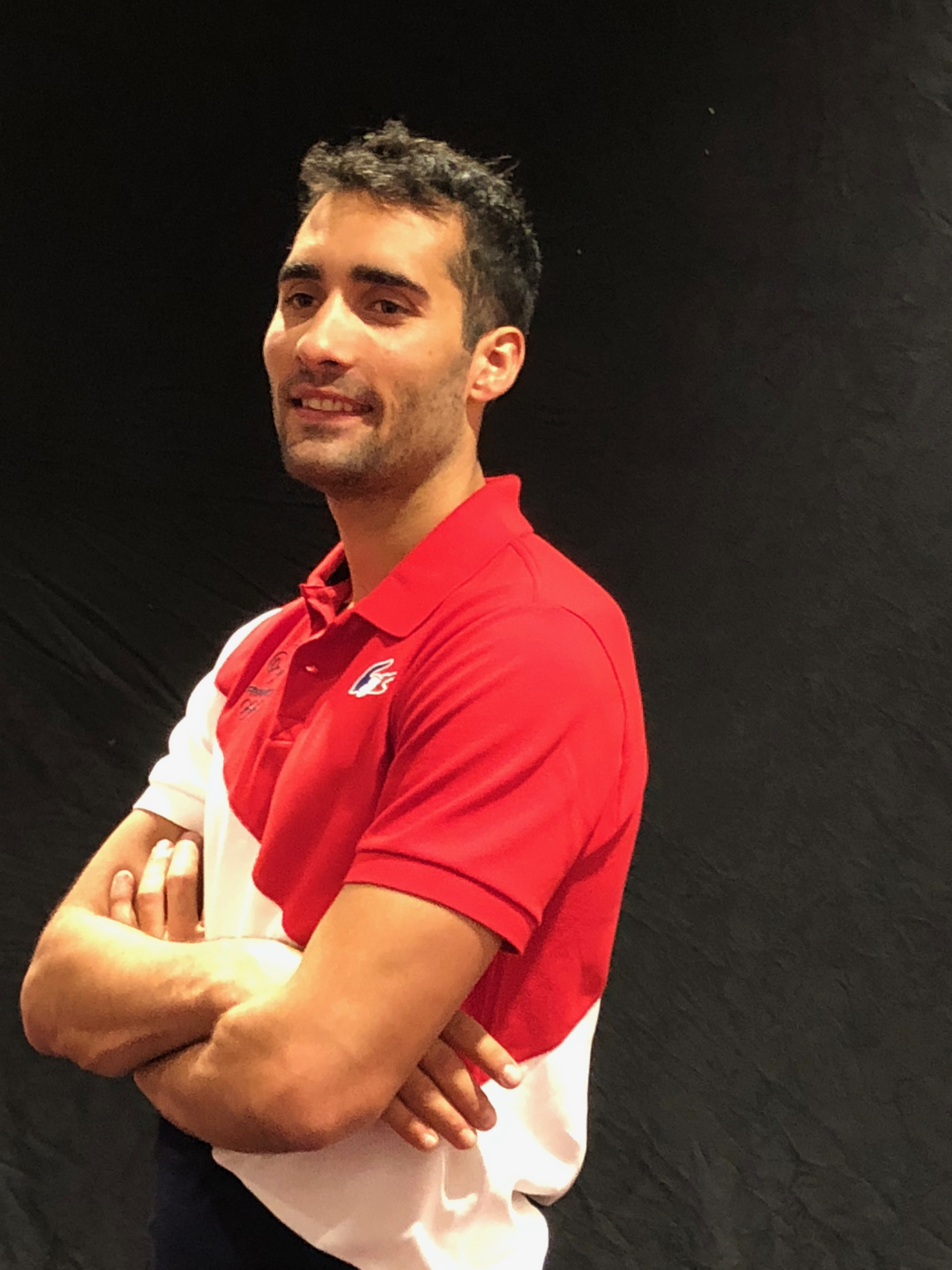
مارتن فوركاد  [لغات أخرى]‏ ، ممثل رياضي
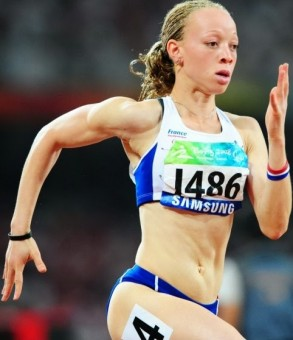
نانتينين كيتا  [لغات أخرى]‏ ، ممثل رياضي
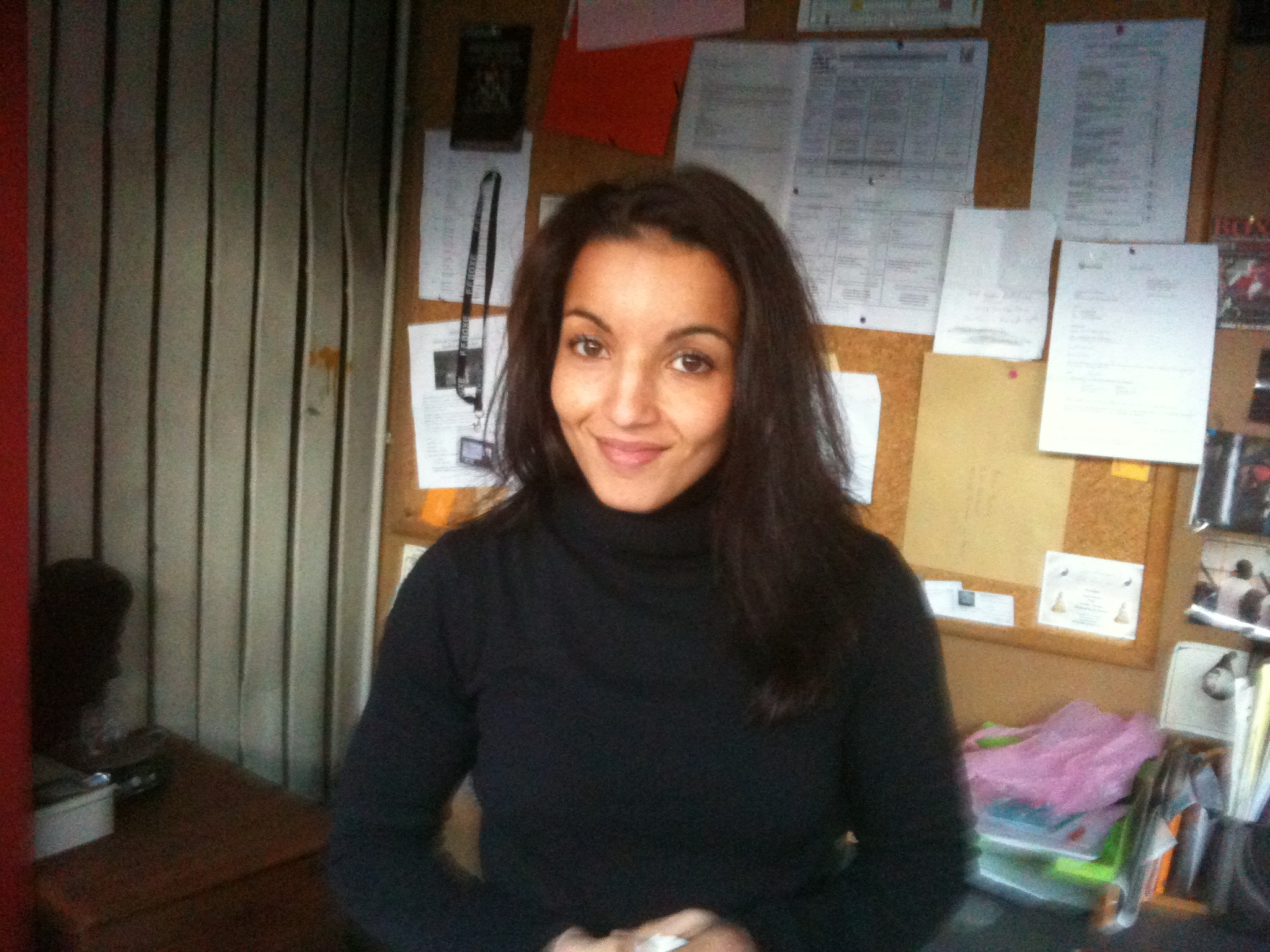
سارة أورحمون  [لغات أخرى]‏ ، ممثلة رياضية
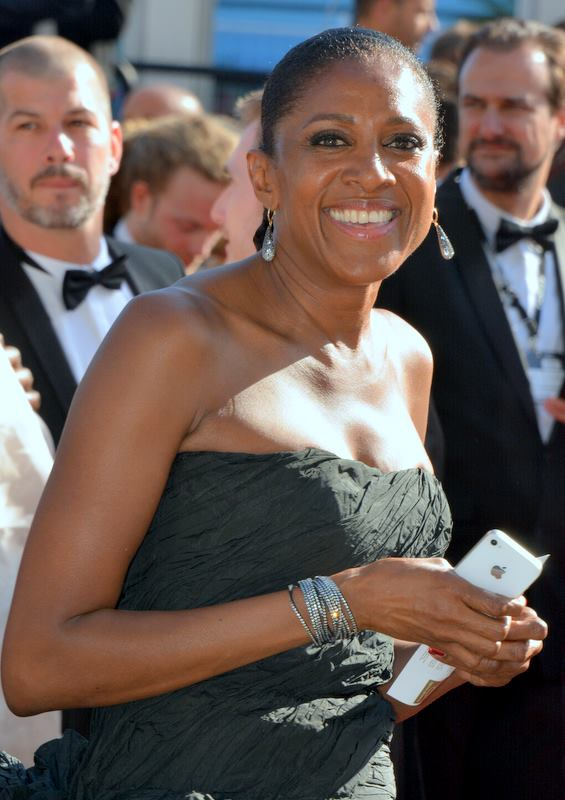
ماري خوسيه بيريك ، ممثلة رياضية

## لجنة الرياضيين
في أبريل 2018، تم تنصيب هيئة الرياضيين. ستعمل على التحضير الملموس للألعاب الأولمبية مع ثمانية عشر رياضيًا : مارتن فوركيد (الرئيس)  ، بيرل بوج ، جوليان بينيتو ، فلوريان روسو ، جيفرايز إيمان ، ثيو كورين ، هيلين ديفرانس ، ميشيل جيريمايز ، ماري بوتشيت ، أستريد جويارت ، ستيفان دياجانا ، جيسيكا هاريسون ، غيوم جيل ، لوك جوهاناس Créange ، Gwladys Épangue ، Fabien Gilot و Fanny Horta.

في عام 2019 ، أفسح Marine Johannès المجال لدياندرا تشاتشوانج لتمثيل لاعبي كرة السلة.

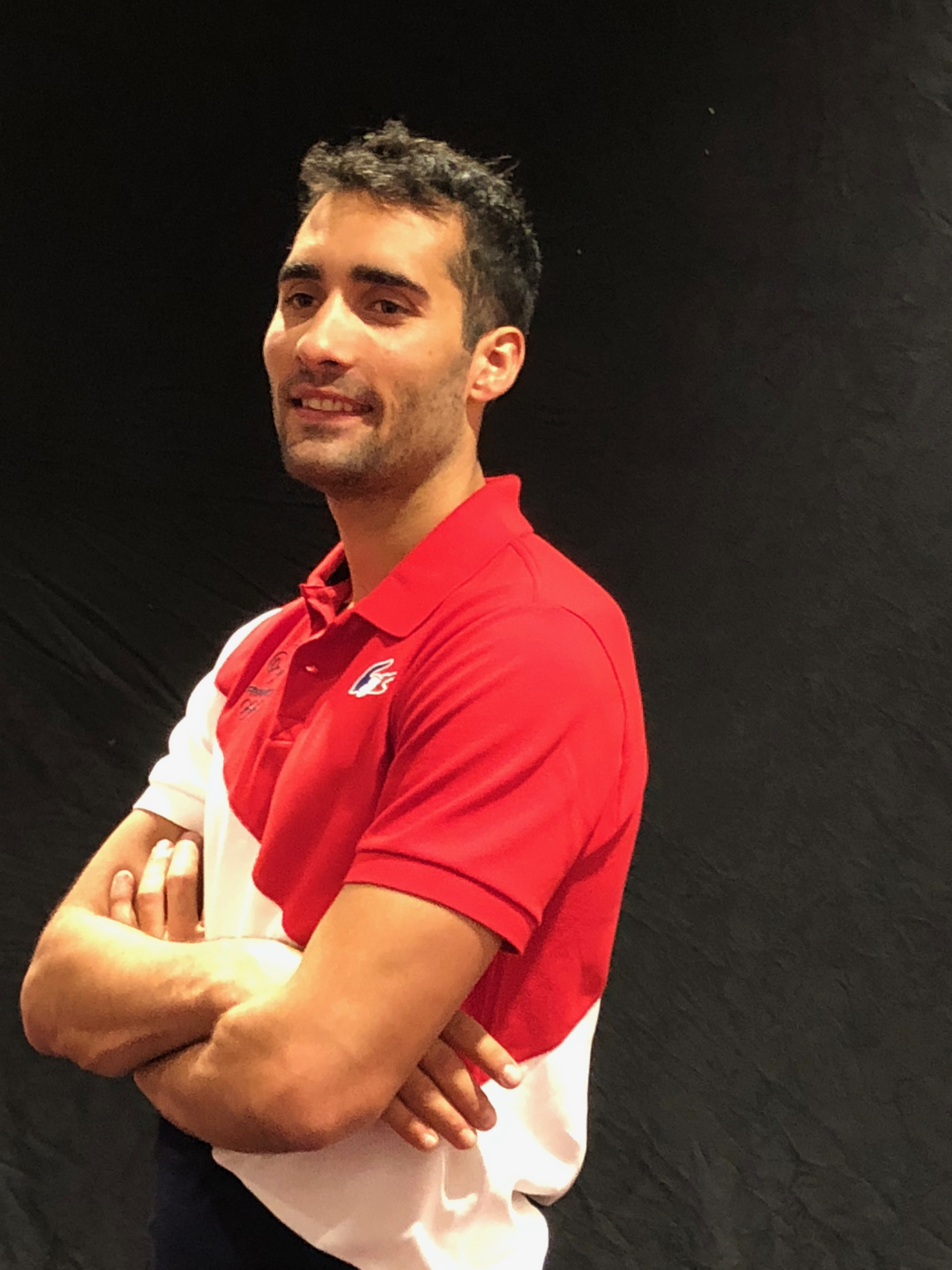
مارتن فوركاد  [لغات أخرى]‏ ، رئيس لجنة الرياضيين
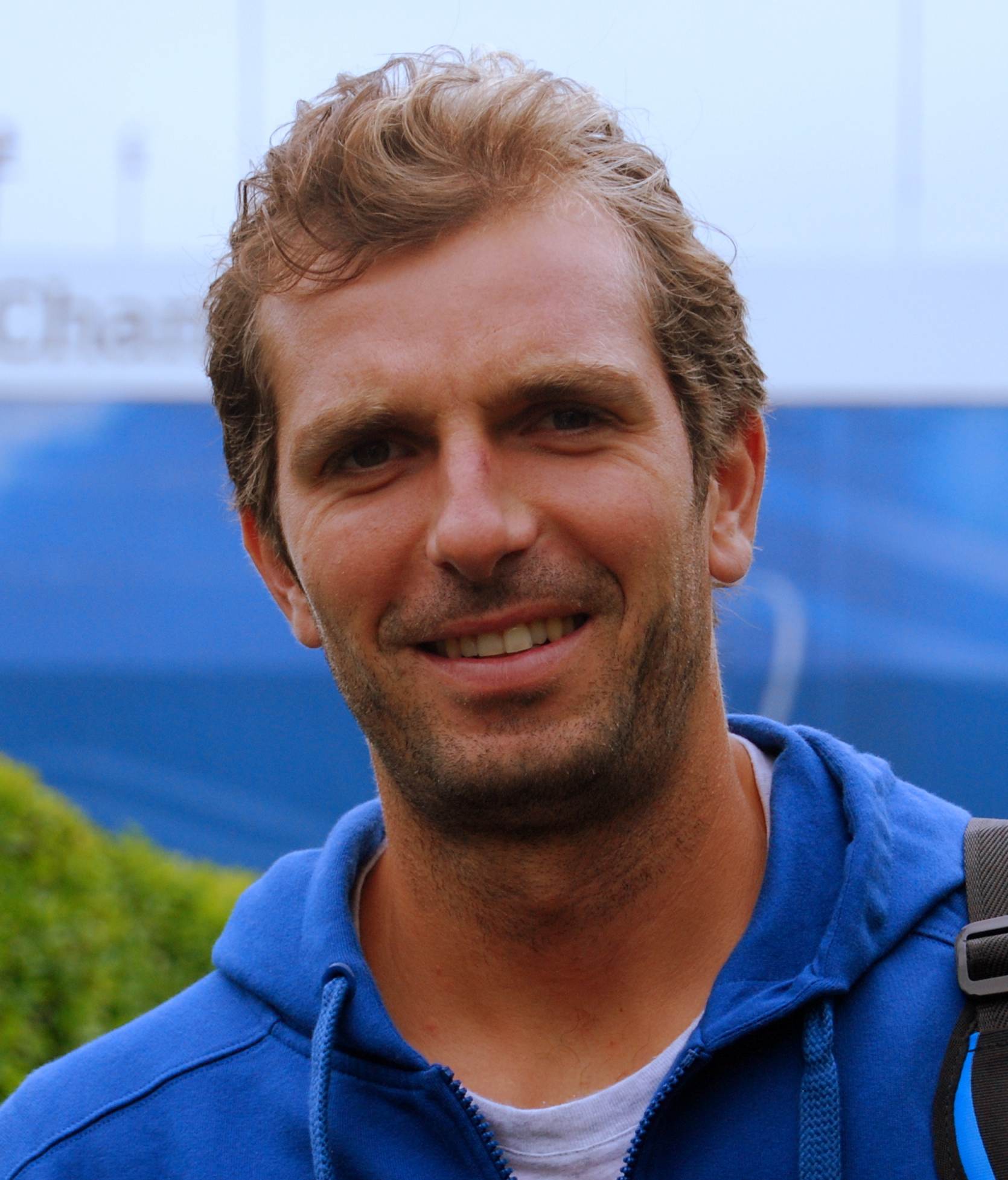
جوليان بينيتو
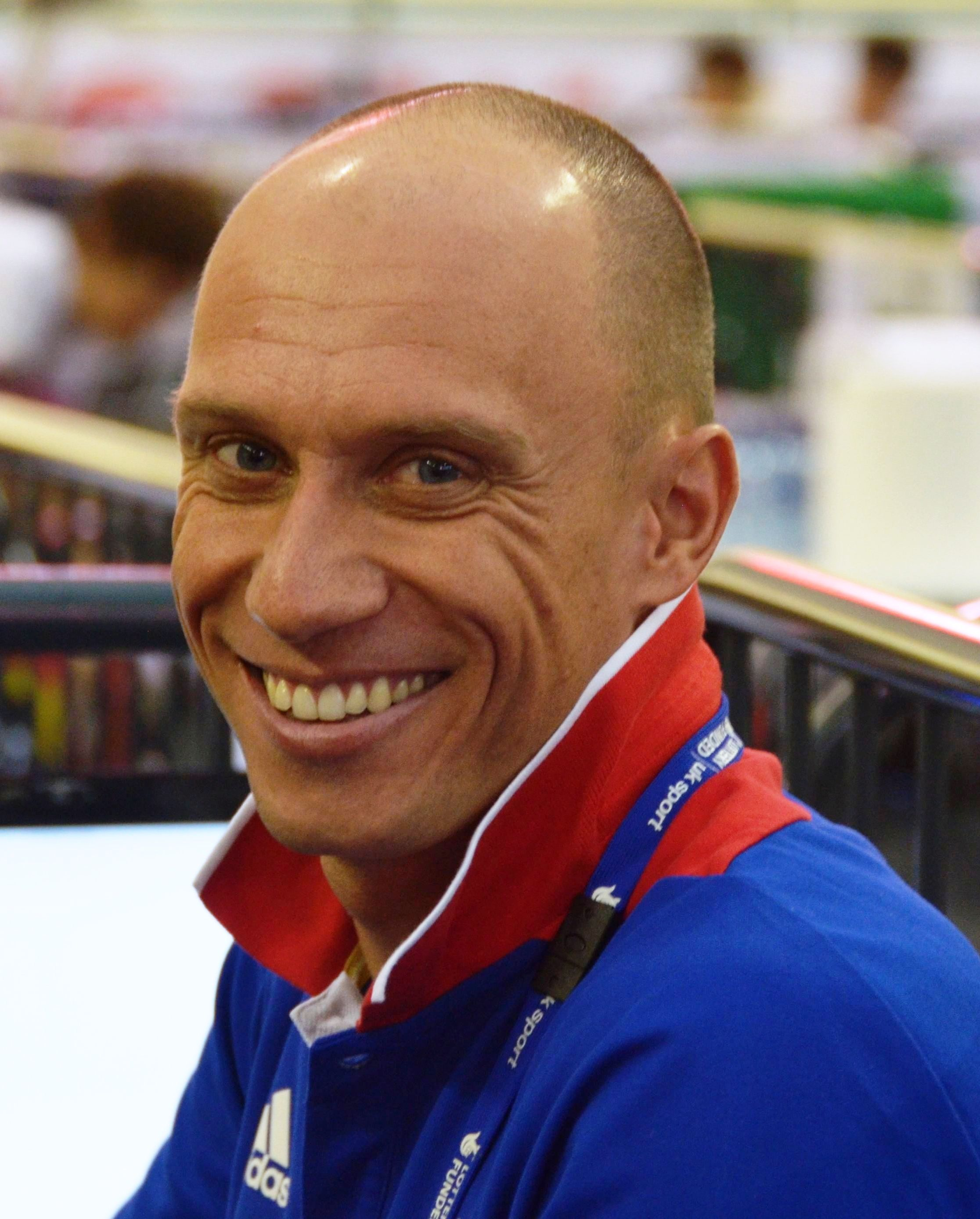
فلوريان روسو
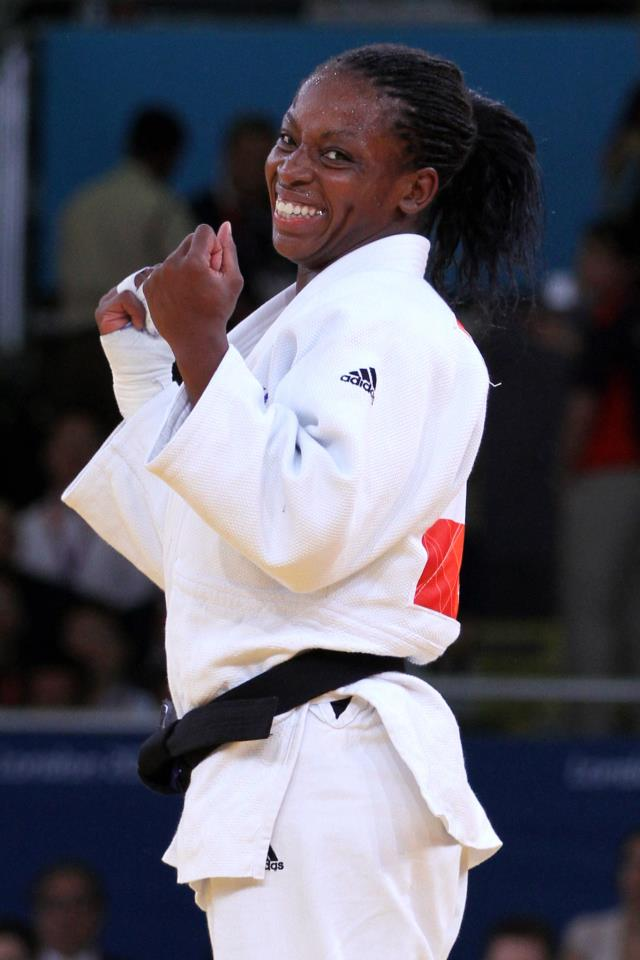
جيفريز إيمان  [لغات أخرى]‏
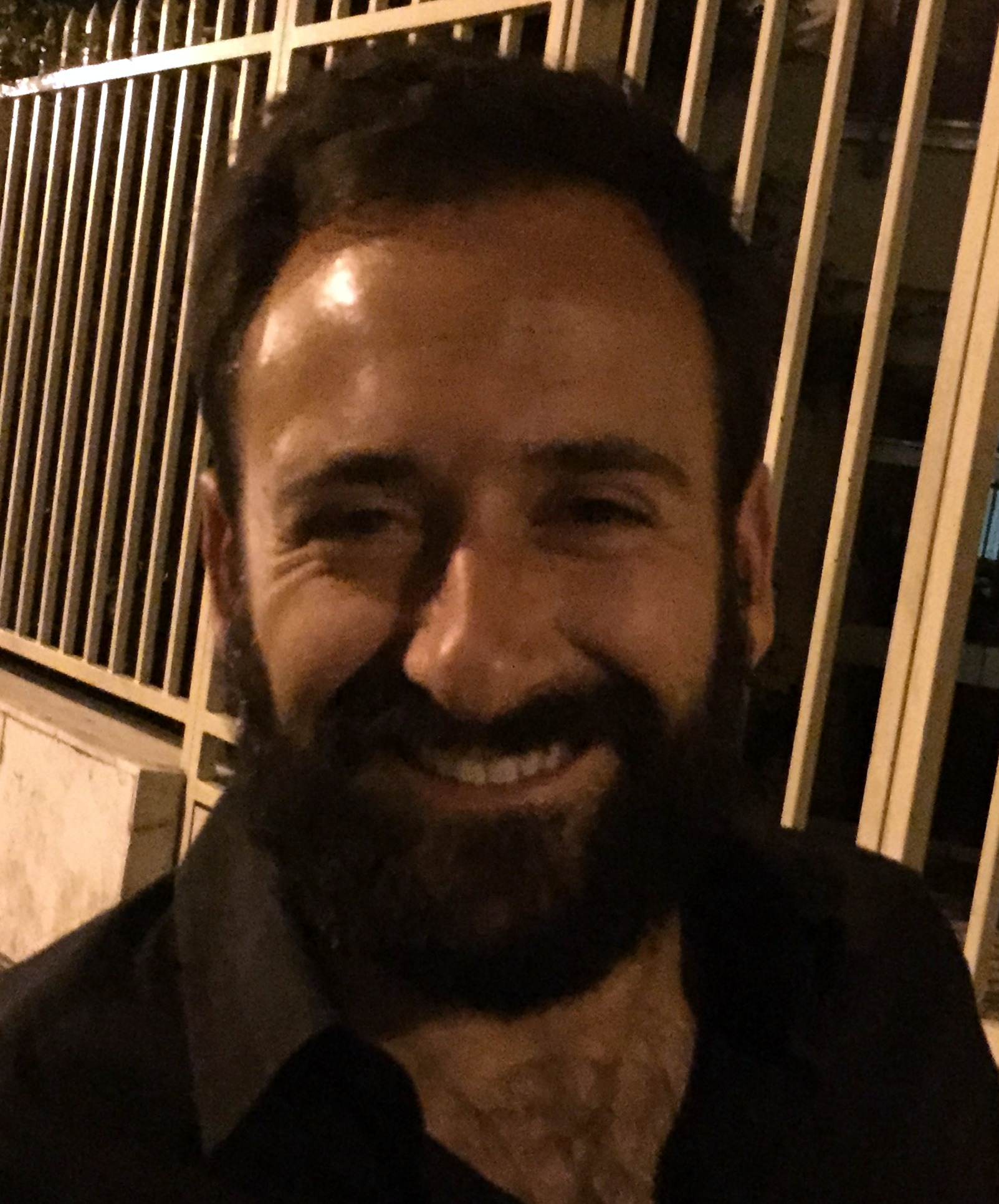
مايكل جيريمياس
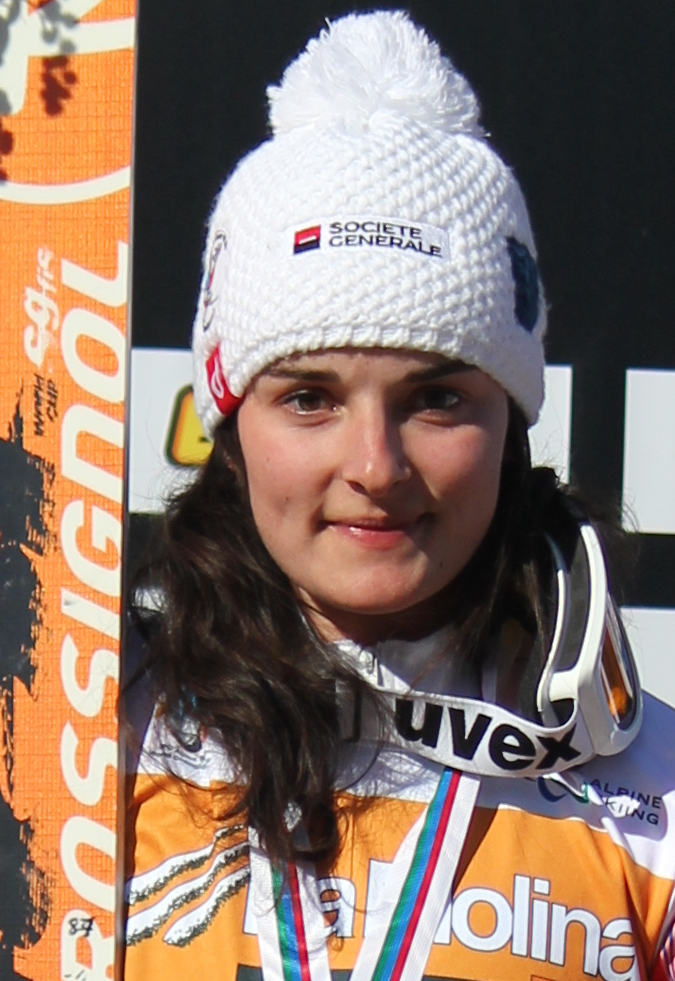
ماري بوشي  [لغات أخرى]‏
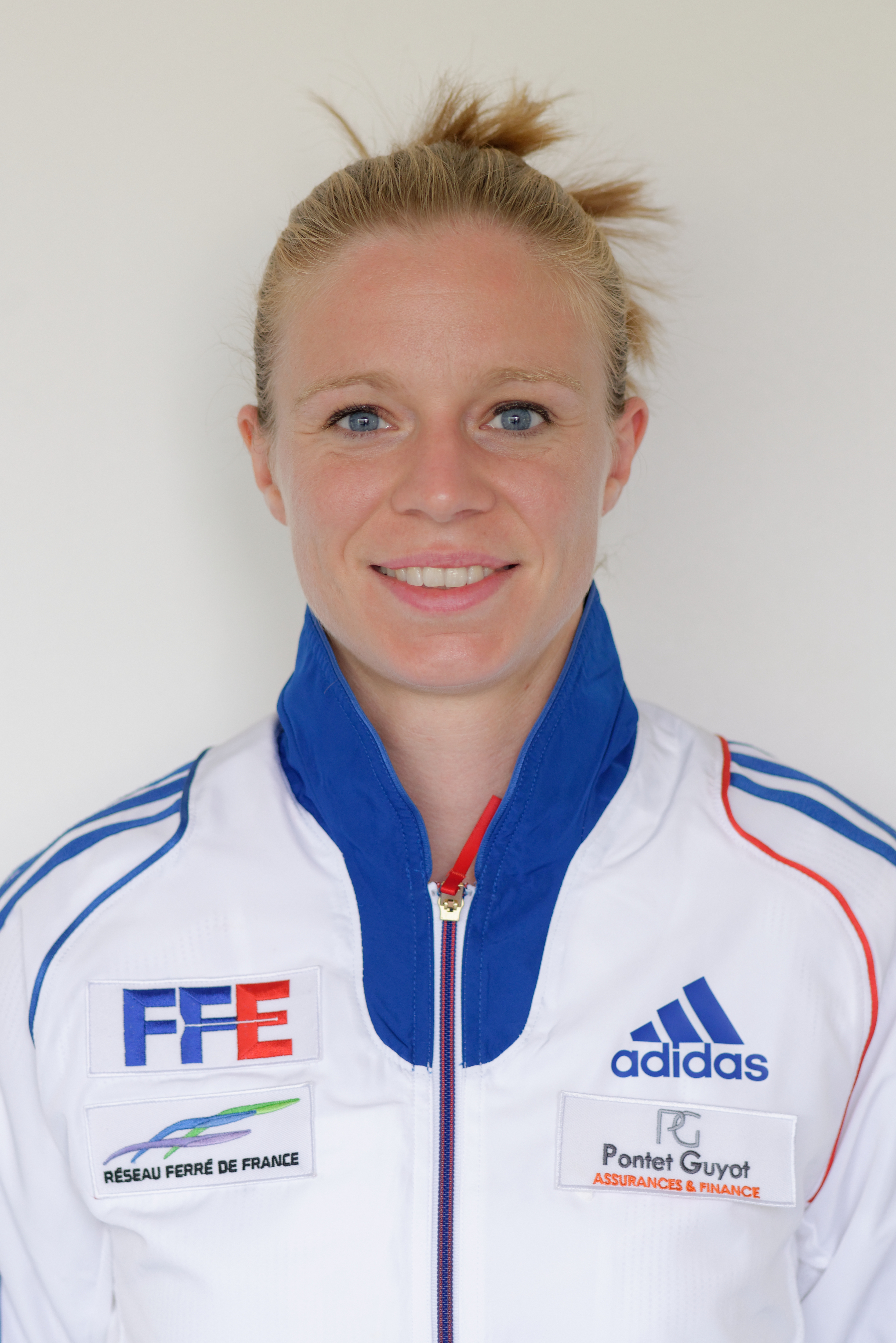
أستريد جارت  [لغات أخرى]‏
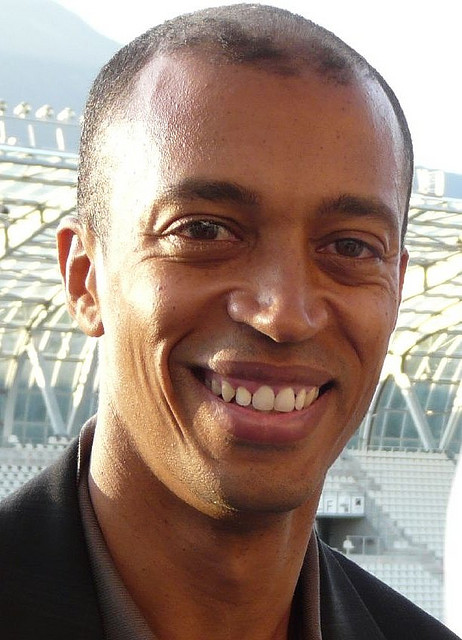
ستيفان دياجانا
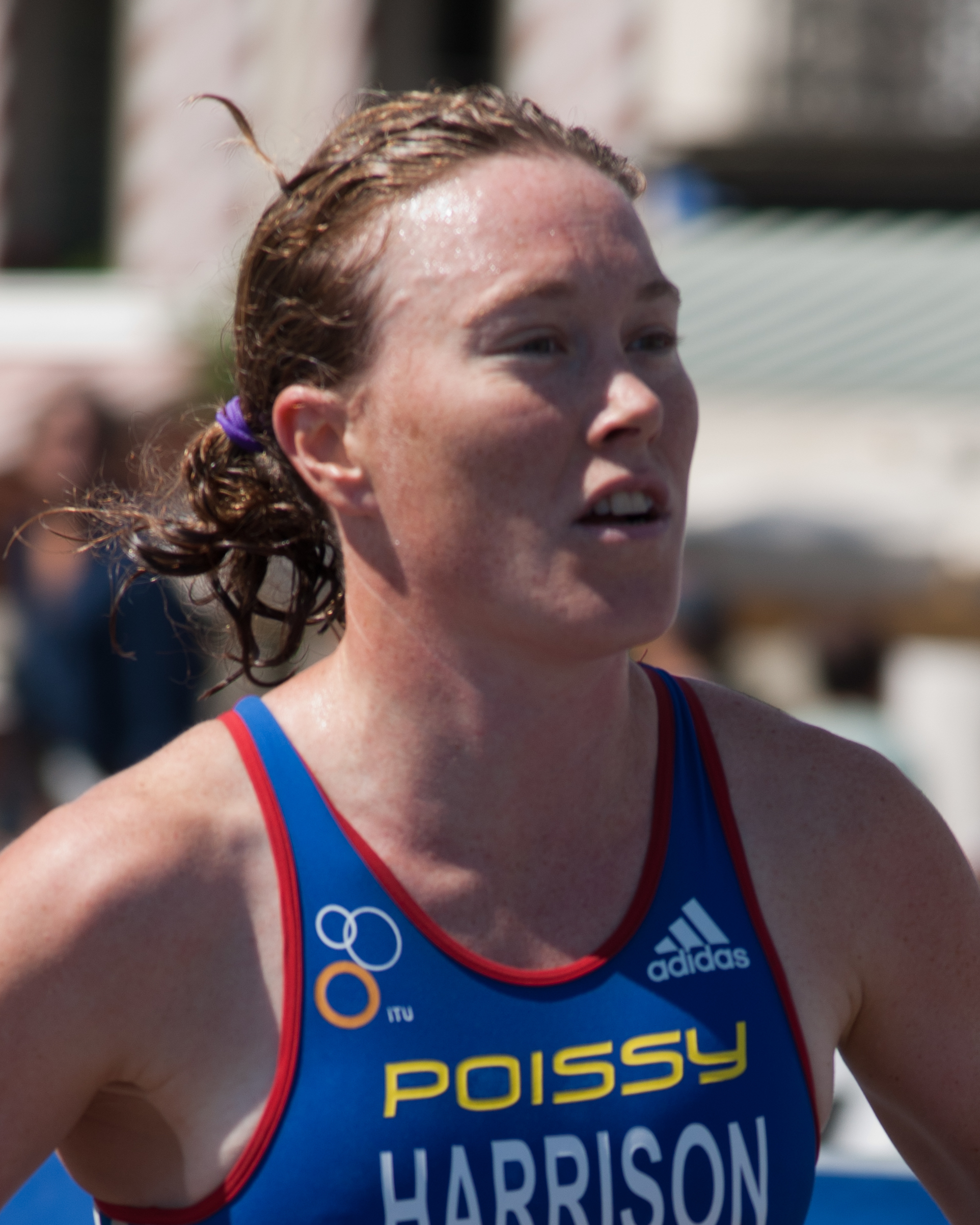
جيسيكا هاريسون
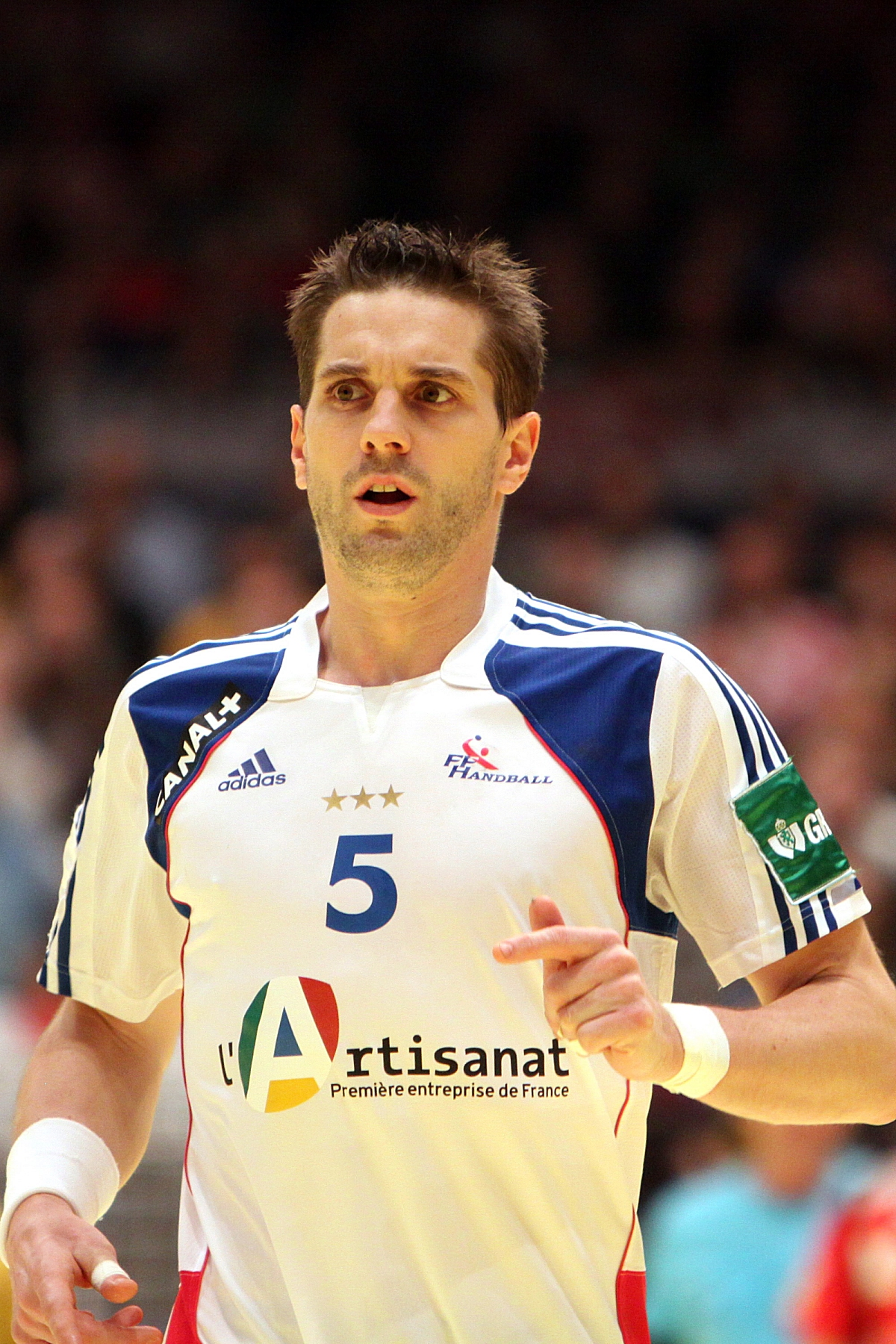
غيوم جيل  [لغات أخرى]‏
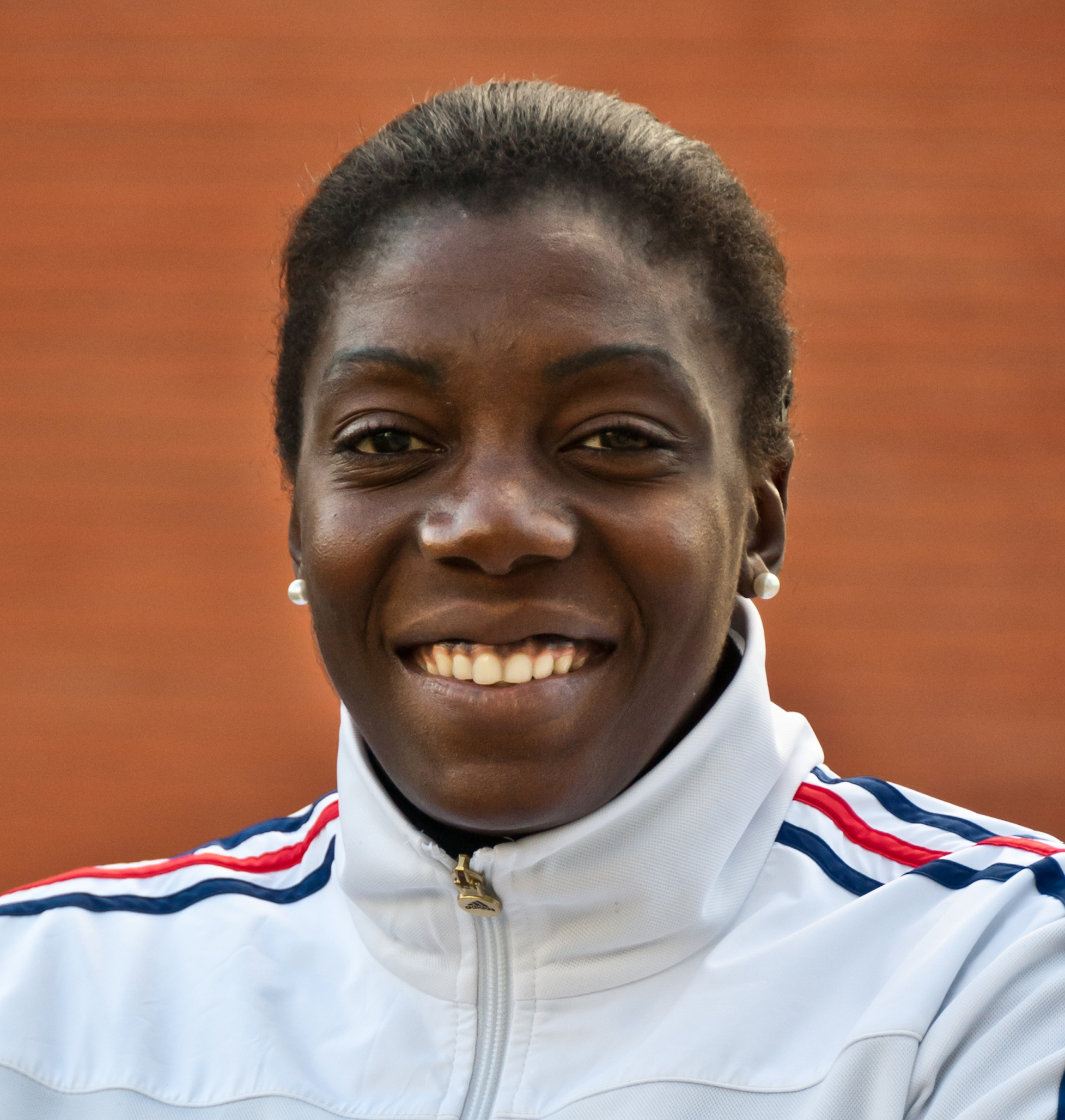
Gwladys Epangue  [لغات أخرى]‏
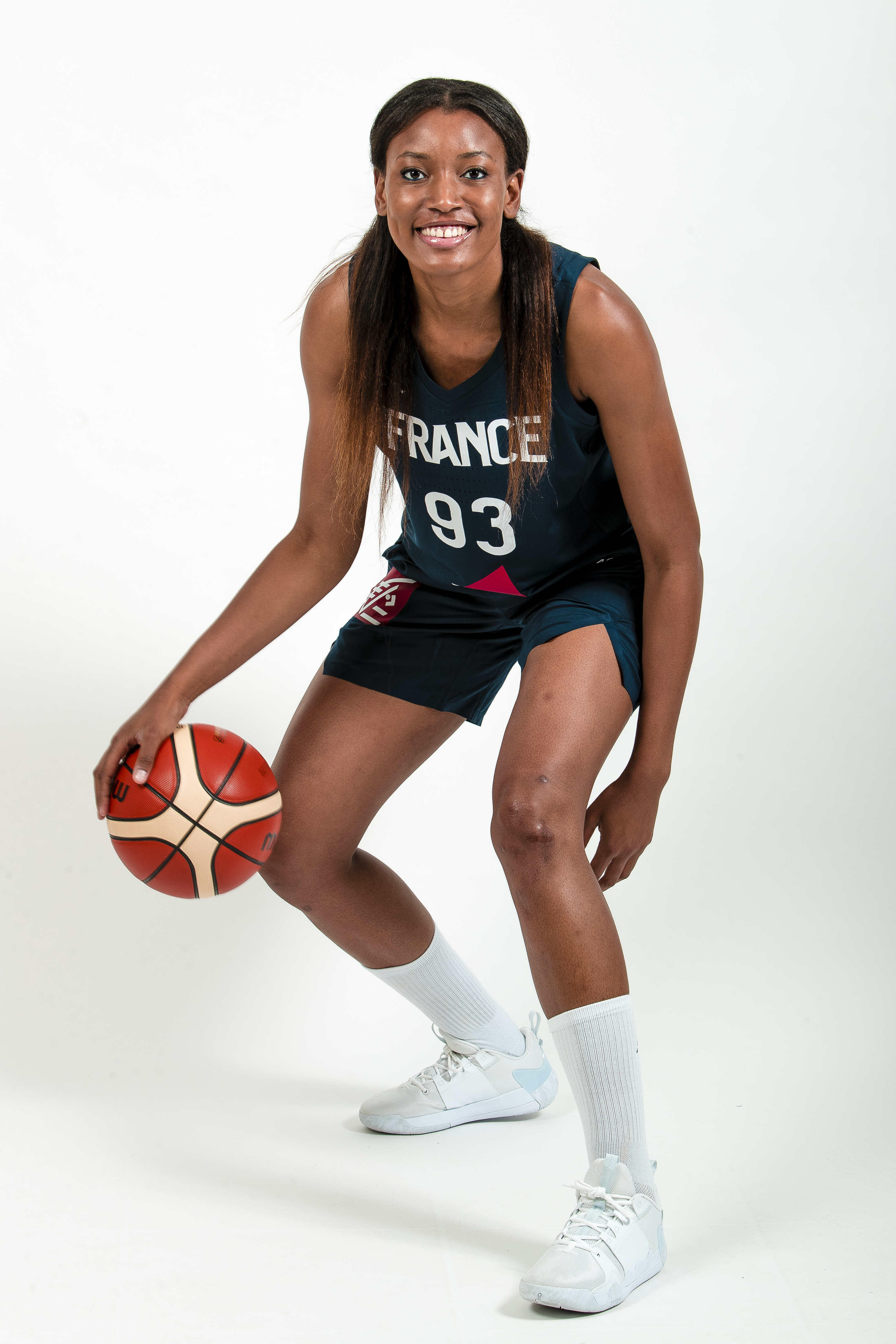
دياندرا تشاتشوانج

## الهيكل التنظيمي
من 2018 إلى 2019 ، تم تشكيل فريق تنفيذي حول الرئيس توني إستانغيه والمدير العام إتيان توبوا:
- توني Estanguet : رئيس
- إتيان ثوبوا : مدير عام
- مايكل الويسيو : رئيس ديوان رئيس الجمهورية
- ماري إيمانويل أسيدون : المدير التنفيذي للمؤسسات والأقاليم
- ماري بارساك : المدير التنفيذي الأثر والإرث
- فرانسوا كزافييه بونيلي : مدير شؤون الأعمال
- أرجريس كاريداكيس : مدير خدمات الألعاب
- كارول كولين كجاير : نائب مدير إدارة الإيرادات والتسعير و BI
- أوليفييه ديبارج : مدير المشتريات
- آن ديكامبس : مدير الاتصالات
- ماري كاثرين إتوري : نائب مدير الإنتاج
- ستيفان فييفيه : مدير ثقافي
- جان فيليب جاتين : المدير الرياضي التنفيذي
- جورجينا جرينون : مدير التميز البيئي
- لامبيس كونستانتينيديس : مدير التخطيط والتنسيق ، CIO / IPC والعلاقات IKM
- رومان لاتشنز : نائب مدير الارتباط
- فابريس لاكروا : المدير التنفيذي للشؤون الإدارية والمالية والامتثال
- صوفي لورانت : مدير العلاقات الدولية
- برونو ماري روز : مدير قسم التكنولوجيا ونظم المعلومات
- مارلين ماسور : المدير التنفيذي لتطوير الأعمال والشراكات
- جولي ماتيخين : مدير العلامة التجارية
- أوريلي ميرل : مدير رياضي مشارك
- دلفين مولين : مدير تكامل الرؤية والابتكار والاحتفالات
- Soizic Picot-Pebereau : نائب مدير الضيافة
- أنتوني بيكيراس : مدير الموقع والبنية التحتية
- تييري ريبول : المدير التنفيذي للعلامة التجارية والمشاركة والإبداع
- لوديفين روزبيك : نائب مدير الشراكات
- رينو سهامي : نائب مدير المالية
- جوليان تاسي : نائب مدير الديجيتال
- رومان فويليموت : نائب مدير الشؤون القانونية

## روابط خارجية
- الموقع الرسمي لباريس 2024